# Kakanpur
Kakanpur – gaun wikas samiti w środkowej części Nepalu  w strefie Narajani w dystrykcie Rautahat. Według nepalskiego spisu powszechnego z 2001 roku liczył on 1348 gospodarstw domowych i 8465 mieszkańców (4174 kobiet i 4291 mężczyzn).